# Frisia oriental
Frisia Oriental (en alemán: Ostfriesland, pronunciación: /ɔstˈfʁiːslant/ⓘ; en el dialecto del lugar: Oostfreesland) es una región alemana perteneciente al actual estado o land de Baja Sajonia. La región se halla en el noroeste de Alemania, en la zona costera del mar del Norte.
En esta región se localizan ciudades de gran importancia, como Emden, Aurich, Leer, Norden y Wittmund. De esta manera, Frisia Oriental está compuesta por los distritos de Aurich, Leer y Wittmund, junto con la ciudad independiente de Emden y los antaños distritos de Norden y Weener. También habrá de incluirse dentro de la región a seis de las siete islas Frisias orientales: Borkum, Juist, Norderney, Baltrum, Langeoog y Spiekeroog, así como a los islotes de Memmert, Lütje Hörn y Kachelotplate.

## Historia

### Protohistoria
Los datos sobre la prehistoria de Frisia Oriental han sido obtenidos gracias, en parte, a los restos arqueológicos hallados. No obstante, la principal fuente de información proviene de los historiadores romanos. Así, cabe decir que los primeros en analizar la región serían Plinio el Viejo, Tácito y Estrabón, reflejando en sus escritos el tamaño y la distribución de los asentamientos humanos, así como las costumbres de los habitantes del lugar y los accidentes geográficos más importantes.
Plinio hablaría del pueblo cauco (chauci), describiéndolo como una comunidad primitiva asentada en la costa del mar del Norte, entre el río Elba y Ems. Estos primeros habitantes de Frisia Oriental serían un pueblo dedicado a la pesca en las marismas.
Más tarde llegaron los sajones, que emigraban desde el este, así como los frisios, cuya migración procedía del oeste. De esta manera, ambos pueblos terminarían por ocupar el lugar, dominando toda la zona costera de Frisia Oriental.

### Etapa precarolingia
Antes de que se diera el imperio de Carlomagno existía un reino frisio que abarcaba desde la actual Holanda Septentrional hasta la orilla del río Weser. Después de que una serie de nobles consiguieran controlar la región, se crearía la Corona de Frisia. 
De los monarcas de la Corona de Frisia, el más conocido es probablemente Redbad, quien aparece en numerosos relatos populares frisorientales, así como en los mitos y leyendas de la región. Actualmente da nombre a numerosos lugares y se le han dedicado numerosas calles.

### Conquista de Carlomagno
El reino de Frisia tuvo una existencia relativamente fugaz, pues Carlomagno lo sometió en 785, pasando así a manos de los francos.
Carlomagno dividió la Frisia Oriental en dos condados. En esta época empezó también la cristianización por los monjes Liudger y Willehad. Frisia Oriental formó parte de las diócesis de Bremen y Mūnster.
Al desintegrarse el Imperio de Carlomagno, la Frisia Oriental se deshizo de sus vínculos anteriores y se formó un conglomerado de distritos independientes que elegían anualmente sus representantes, llamados “Redjeven” (consejeros), que ejercían el poder judicial y se encargaban de la organización y administración de los distritos. Por esta razón, el feudalismo tan extendido por Europa en la Edad Media era desconocido en la Frisia Oriental. Es más, los frisios se consideraban seres libres no sometidos a ninguna autoridad.
Durante la llamada Libertad Frisia, que duró del siglo XII al XIV, los diputados de los siete distritos frisios se reunían cerca de Aurich para discutir cuestiones judiciales y tomar decisiones políticas de importancia suprarregional.